# Pfaffenloh
Pfaffenloh ist ein Gemeindeteil des Marktes Pretzfeld im Landkreis Forchheim (Oberfranken, Bayern).

## Geografie
Die Einöde liegt im Westen der Wiesentalb etwas weniger als zweieinhalb Kilometer ostsüdöstlich des Ortszentrums von Pretzfeld 341 m ü. NHN.

## Geschichte
Bis zum Beginn des 19. Jahrhunderts unterstand Pfaffenloh der Landeshoheit des Hochstifts Bamberg. Die Dorf- und Gemeindeherrschaft übte dessen Amt Gößweinstein als Vogteiamt aus. Die Hochgerichtsbarkeit stand dem ebenfalls bambergischen Amt Ebermannstadt als Centamt zu.
Als das Hochstift Bamberg infolge des Reichsdeputationshauptschlusses 1802/03 säkularisiert und unter Bruch der Reichsverfassung vom Kurfürstentum Pfalz-Baiern annektiert wurde, wurde Pfaffenloh ein Teil der bei der „napoleonischen Flurbereinigung“ in Besitz genommenen neubayerischen Gebiete.
Durch die Verwaltungsreformen zu Beginn des 19. Jahrhunderts im Königreich Bayern wurde Pfaffenloh mit dem Zweiten Gemeindeedikt 1818 ein Teil der Ruralgemeinde Wichsenstein. Mit der Gebietsreform in Bayern wurde Pfaffenloh am 1. Mai 1978 in den Markt Pretzfeld eingegliedert. Im Jahr 1987 hatte Pfaffenloh drei Einwohner.

## Verkehr
Die von Urspring kommende Kreisstraße FO 30 verläuft an der Einöde vorbei und führt nach Morschreuth auf dem Hochplateau der Nördlichen Frankenalb. Vom ÖPNV wird die Einöde nicht bedient, der nächstgelegene Bahnhof der Wiesenttalbahn befindet sich in Pretzfeld.